# Habitatge al carrer del Carme i carrer d'en Roig
L'Habitatge al carrer del Carme i carrer d'en Roig és un edifici del Raval de Barcelona inclòs a l'Inventari del Patrimoni Arquitectònic de Catalunya.

## Història i descripció
Va ser projectat per l'arquitecte Josep Antoni Llinàs i Carmona i acabat de construir el 1994. Va tenir una gran repercussió fora de l'Estat, tot esdevenint un model d'intervenció dels habitatges plurifamiliars del centre històric urbà.
Els habitatges estan agrupats en tres edificis independents adossats a les parets mitgeres del solar: un a la cantonada dels carrers del Carme i d'en Roig, un més al fons del segons d'aquests carres i un altre més endarrerit, poc visible des del carrer. Cada bloc té la seva escala independent, tot i que l'accés és únic (les escales es bifurquen a la primera planta). Donat que l'arquitecte volia afavorir les relacions entre les cases i el carrer d'en Roig, les sales d'estar es van disposar als angles, tot buscant vistes longitudinals amb relació al carrer.